# Sainte-Victoire (album)
Pour les articles homonymes, voir Sainte Victoire et Sainte-Victoire.
Albums de Clara Luciani
Monstre d'amour
(2017) Cœur
(2021)
Singles
1. La Grenade
Sortie : 8 décembre 2017
2. Les Fleurs
Sortie : 23 février 2018
3. La Baie
Sortie : 27 mars 2018
4. Nue
Sortie : 15 avril 2019
5. Ma sœur
Sortie : 18 octobre 2019

Sainte-Victoire est le premier album studio de la chanteuse française Clara Luciani, sorti le 6 avril 2018.
À la suite de la sortie de l'album, Clara Luciani reçoit la Victoire du groupe ou artiste révélation scène lors des Victoires de la musique 2019,.

## Historique
Clara Luciani publie son premier single, La Grenade, accompagné d'un clip vidéo, en décembre 2017. Il est suivi par Les Fleurs et La Baie, sortis respectivement en février et mars 2018.
Le 8 février 2019, l'album est réédité avec quatre titres inédits : Nue — qui devient le 4e single, sorti en avril 2019 —, Mon ombre, Qu'est-ce que t'es beau (en duo avec Philippe Katerine) et Bovary.
Le 18 octobre 2019 est diffusée via YouTube, Ma sœur, un nouveau single extrait d'une nouvelle réédition — en CD et double vinyle — de l'album (intitulée « super-édition ») qui paraît le 22 novembre 2019 et comprend 5 titres inédits (supplémentaires) dont le nouveau single,. En la faisant passer de 35:25 à 63:38, cette super-édition double la durée de l'album originel, faisant de facto de l'album Sainte-Victoire l'équivalent d'un double album.

## Liste des pistes
| Sainte-Victoire (édition standard) (avril 2018) | Sainte-Victoire (édition standard) (avril 2018) | Sainte-Victoire (édition standard) (avril 2018) | Sainte-Victoire (édition standard) (avril 2018) | Sainte-Victoire (édition standard) (avril 2018) | Sainte-Victoire (édition standard) (avril 2018) | Sainte-Victoire (édition standard) (avril 2018) | Sainte-Victoire (édition standard) (avril 2018) | Sainte-Victoire (édition standard) (avril 2018) | Sainte-Victoire (édition standard) (avril 2018) |
| No                                              | Titre                                           | Paroles                                         | Musique                                         | Durée                                           |                                                 |                                                 |                                                 |                                                 |                                                 |
| ----------------------------------------------- | ----------------------------------------------- | ----------------------------------------------- | ----------------------------------------------- | ----------------------------------------------- | ----------------------------------------------- | ----------------------------------------------- | ----------------------------------------------- | ----------------------------------------------- | ----------------------------------------------- |
| 1.                                              | La Grenade                                      | Clara Luciani                                   | Clara Luciani, Ambroise Willaume                | 3:14                                            |                                                 |                                                 |                                                 |                                                 |                                                 |
| 2.                                              | La Baie (The Bay)                               | Joseph Mount adaptation par Clara Luciani       | Joseph Mount                                    | 3:50                                            |                                                 |                                                 |                                                 |                                                 |                                                 |
| 3.                                              | On ne meurt pas d'amour                         | Clara Luciani                                   | Clara Luciani, Ambroise Willaume                | 3:31                                            |                                                 |                                                 |                                                 |                                                 |                                                 |
| 4.                                              | Eddy                                            | Clara Luciani                                   | Clara Luciani                                   | 3:34                                            |                                                 |                                                 |                                                 |                                                 |                                                 |
| 5.                                              | Les Fleurs                                      | Clara Luciani                                   | Clara Luciani                                   | 3:00                                            |                                                 |                                                 |                                                 |                                                 |                                                 |
| 6.                                              | Comme toi                                       | Clara Luciani                                   | Clara Luciani, Ambroise Willaume                | 2:40                                            |                                                 |                                                 |                                                 |                                                 |                                                 |
| 7.                                              | Drôle d'époque                                  | Clara Luciani                                   | Clara Luciani, Ambroise Willaume                | 3:25                                            |                                                 |                                                 |                                                 |                                                 |                                                 |
| 8.                                              | Monstre d'amour                                 | Clara Luciani                                   | Clara Luciani, Ambroise Willaume                | 3:11                                            |                                                 |                                                 |                                                 |                                                 |                                                 |
| 9.                                              | La Dernière Fois                                | Clara Luciani                                   | Clara Luciani, Ambroise Willaume                | 3:51                                            |                                                 |                                                 |                                                 |                                                 |                                                 |
| 10.                                             | Dors                                            | Clara Luciani                                   | Clara Luciani, Ambroise Willaume                | 3:16                                            |                                                 |                                                 |                                                 |                                                 |                                                 |
| 11.                                             | Sainte-Victoire                                 | Clara Luciani                                   | Benjamin Lebeau                                 | 1:53                                            |                                                 |                                                 |                                                 |                                                 |                                                 |
| 35:25                                           |                                                 |                                                 |                                                 |                                                 |                                                 |                                                 |                                                 |                                                 |                                                 |

| Sainte-Victoire (réédition limitée incluant 4 titres bonus) (février 2019) | Sainte-Victoire (réédition limitée incluant 4 titres bonus) (février 2019) | Sainte-Victoire (réédition limitée incluant 4 titres bonus) (février 2019) | Sainte-Victoire (réédition limitée incluant 4 titres bonus) (février 2019) | Sainte-Victoire (réédition limitée incluant 4 titres bonus) (février 2019) | Sainte-Victoire (réédition limitée incluant 4 titres bonus) (février 2019) | Sainte-Victoire (réédition limitée incluant 4 titres bonus) (février 2019) | Sainte-Victoire (réédition limitée incluant 4 titres bonus) (février 2019) | Sainte-Victoire (réédition limitée incluant 4 titres bonus) (février 2019) | Sainte-Victoire (réédition limitée incluant 4 titres bonus) (février 2019) |
| No                                                                         | Titre                                                                      | Paroles                                                                    | Musique                                                                    | Durée                                                                      |                                                                            |                                                                            |                                                                            |                                                                            |                                                                            |
| -------------------------------------------------------------------------- | -------------------------------------------------------------------------- | -------------------------------------------------------------------------- | -------------------------------------------------------------------------- | -------------------------------------------------------------------------- | -------------------------------------------------------------------------- | -------------------------------------------------------------------------- | -------------------------------------------------------------------------- | -------------------------------------------------------------------------- | -------------------------------------------------------------------------- |
| 12.                                                                        | Nue                                                                        | Clara Luciani                                                              | Clara Luciani, Rémi Lacroix, Ambroise Willaume                             | 3:04                                                                       |                                                                            |                                                                            |                                                                            |                                                                            |                                                                            |
| 13.                                                                        | Mon ombre                                                                  | Clara Luciani                                                              | Clara Luciani, Ambroise Willaume                                           | 3:25                                                                       |                                                                            |                                                                            |                                                                            |                                                                            |                                                                            |
| 14.                                                                        | Qu'est-ce que t'es beau (en duo avec Philippe Katerine)                    | Marc Lavoine, Patrice Mithois                                              | Fabrice Chapuis                                                            | 3:59                                                                       |                                                                            |                                                                            |                                                                            |                                                                            |                                                                            |
| 15.                                                                        | Bovary                                                                     | Clara Luciani                                                              | Clara Luciani                                                              | 3:04                                                                       |                                                                            |                                                                            |                                                                            |                                                                            |                                                                            |
| 48:57                                                                      |                                                                            |                                                                            |                                                                            |                                                                            |                                                                            |                                                                            |                                                                            |                                                                            |                                                                            |

| Sainte-Victoire (super-édition incluant 5 titres bonus supplémentaires) (novembre 2019) | Sainte-Victoire (super-édition incluant 5 titres bonus supplémentaires) (novembre 2019) | Sainte-Victoire (super-édition incluant 5 titres bonus supplémentaires) (novembre 2019) | Sainte-Victoire (super-édition incluant 5 titres bonus supplémentaires) (novembre 2019) | Sainte-Victoire (super-édition incluant 5 titres bonus supplémentaires) (novembre 2019) | Sainte-Victoire (super-édition incluant 5 titres bonus supplémentaires) (novembre 2019) | Sainte-Victoire (super-édition incluant 5 titres bonus supplémentaires) (novembre 2019) | Sainte-Victoire (super-édition incluant 5 titres bonus supplémentaires) (novembre 2019) | Sainte-Victoire (super-édition incluant 5 titres bonus supplémentaires) (novembre 2019) | Sainte-Victoire (super-édition incluant 5 titres bonus supplémentaires) (novembre 2019) |
| No                                                                                      | Titre                                                                                   | Paroles                                                                                 | Musique                                                                                 | Durée                                                                                   |                                                                                         |                                                                                         |                                                                                         |                                                                                         |                                                                                         |
| --------------------------------------------------------------------------------------- | --------------------------------------------------------------------------------------- | --------------------------------------------------------------------------------------- | --------------------------------------------------------------------------------------- | --------------------------------------------------------------------------------------- | --------------------------------------------------------------------------------------- | --------------------------------------------------------------------------------------- | --------------------------------------------------------------------------------------- | --------------------------------------------------------------------------------------- | --------------------------------------------------------------------------------------- |
| 16.                                                                                     | Ma sœur                                                                                 | Clara Luciani                                                                           | Clara Luciani, Ambroise Willaume                                                        | 3:36                                                                                    |                                                                                         |                                                                                         |                                                                                         |                                                                                         |                                                                                         |
| 17.                                                                                     | Allô                                                                                    | Clara Luciani                                                                           | Clara Luciani, Ambroise Willaume                                                        | 2:57                                                                                    |                                                                                         |                                                                                         |                                                                                         |                                                                                         |                                                                                         |
| 18.                                                                                     | Emmanuelle                                                                              | Clara Luciani                                                                           | Clara Luciani, Ambroise Willaume                                                        | 2:26                                                                                    |                                                                                         |                                                                                         |                                                                                         |                                                                                         |                                                                                         |
| 19.                                                                                     | Cette chanson                                                                           | Clara Luciani                                                                           | Clara Luciani                                                                           | 3:13                                                                                    |                                                                                         |                                                                                         |                                                                                         |                                                                                         |                                                                                         |
| 20.                                                                                     | La chanson de Delphine (avec Vladimir Cauchemar)                                        | Jacques Demy                                                                            | Michel Legrand                                                                          | 2:29                                                                                    |                                                                                         |                                                                                         |                                                                                         |                                                                                         |                                                                                         |
| 63:38                                                                                   |                                                                                         |                                                                                         |                                                                                         |                                                                                         |                                                                                         |                                                                                         |                                                                                         |                                                                                         |                                                                                         |

## Clips Vidéo
- La Grenade : 12 janvier 2018
- On ne meurt pas d'amour : 12 mars 2019
- Nue : 4 avril 2019
- Dors: 10 octobre 2019
- La chanson de Delphine : 12 novembre 2019
- Ma sœur : 22 novembre 2019
- La Baie : 10 juillet 2020

## Classements et certifications

### Classements
| Classement (2018-2020)       | Meilleure position |
| ---------------------------- | ------------------ |
| Belgique (Wallonie Ultratop) | 12                 |
| France (SNEP)                | 4                  |
| France (SNEP Physique)       | 8                  |
| France (SNEP Ventes)         | 3                  |
| Suisse (Schweizer Hitparade) | 74                 |
| Suisse (Charts Romandie)     | 20                 |

| Classement (2018)            | Position |
| ---------------------------- | -------- |
| Belgique (Wallonie Ultratop) | 18       |
| France (SNEP)                | 166      |

| Classement (2019)            | Position |
| ---------------------------- | -------- |
| Belgique (Wallonie Ultratop) | 34       |
| France (SNEP)                | 21       |

### Certifications
| Pays          | Certification | Ventes certifiées |
| ------------- | ------------- | ----------------- |
| France (SNEP) | 3 × Platine   | 300 000           |

### Titres certifiés en France[19]
- Nue  Diamant
- La grenade  Diamant
- La baie  Or
- Les Fleurs  Or
- Ma sœur  Or